# Graninge stiftsgård

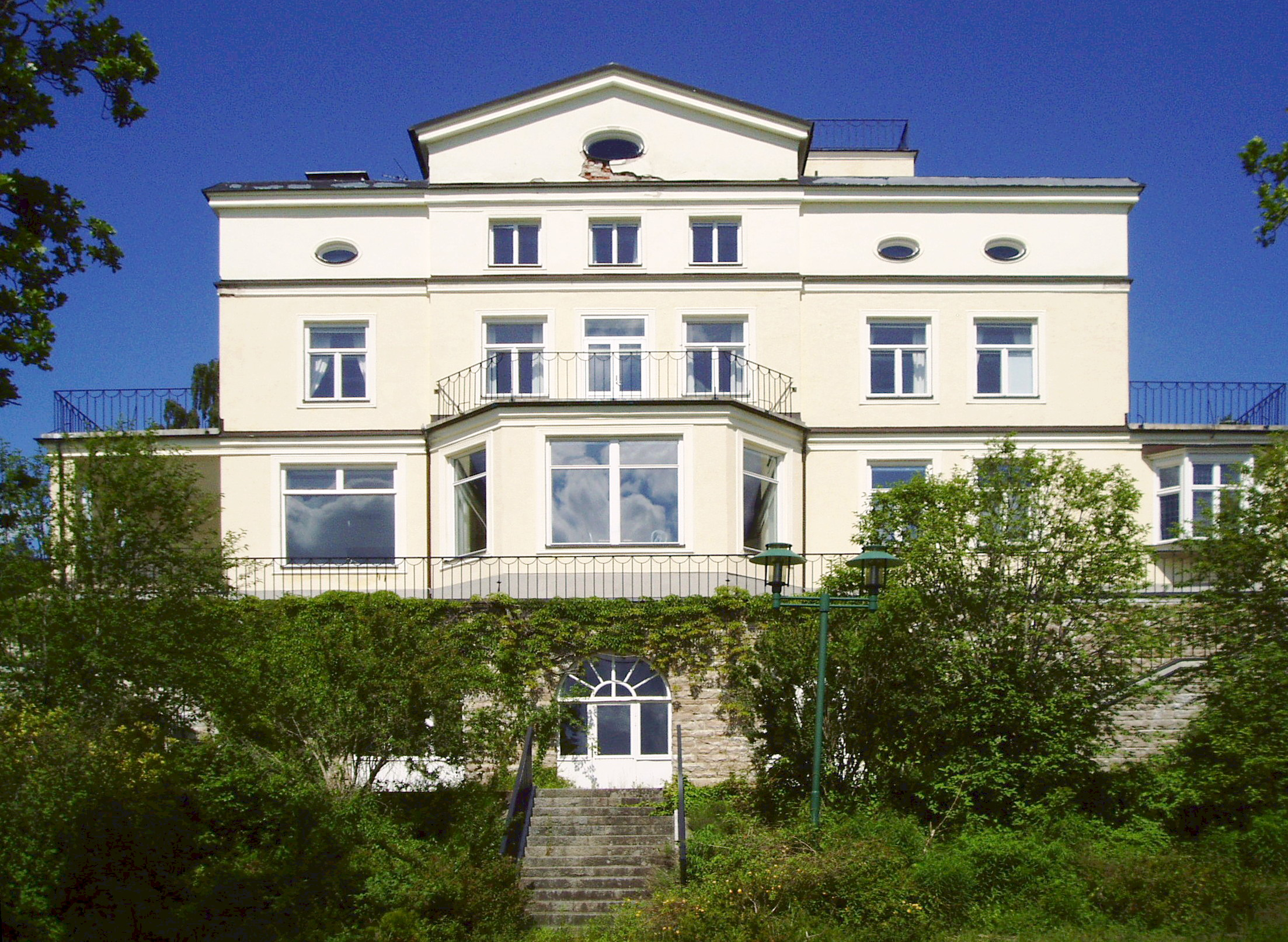
Graninge stiftsgård, fasad mot vattnet.

Graninge stiftsgård var en stiftsgård som fram till april 2013 tillhörde Stockholms stift. Gården ligger i Graninge vid Baggensfjärden i Nacka kommun strax söder om Värmdöleden och används sedan 2019 som seniorboende.  Huvudbyggnaden Villa Graninge ritades 1909 som sommarvilla av arkitekt Ferdinand Boberg.

## Historik

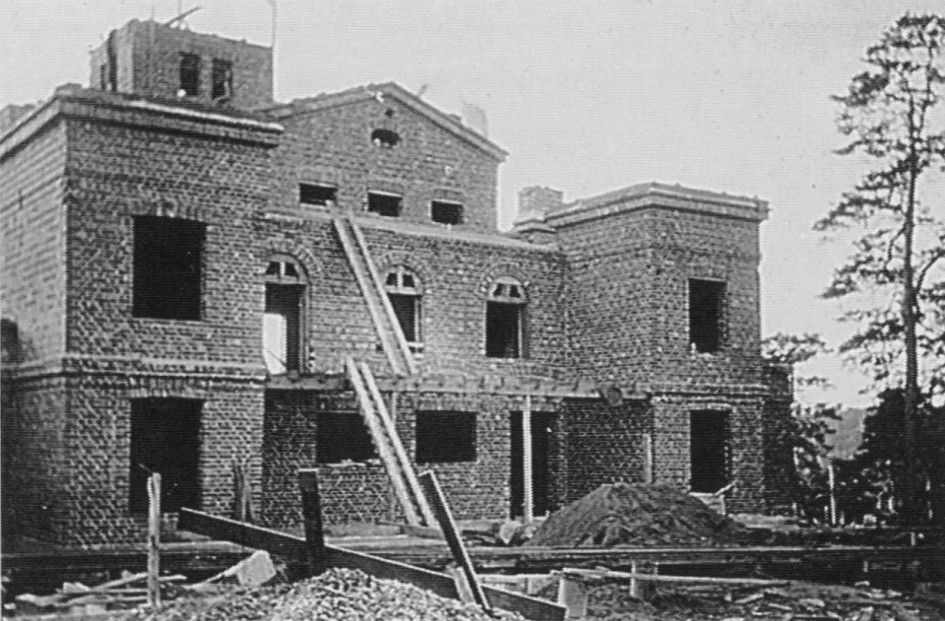
Villa Graninge under uppförande, 1909.

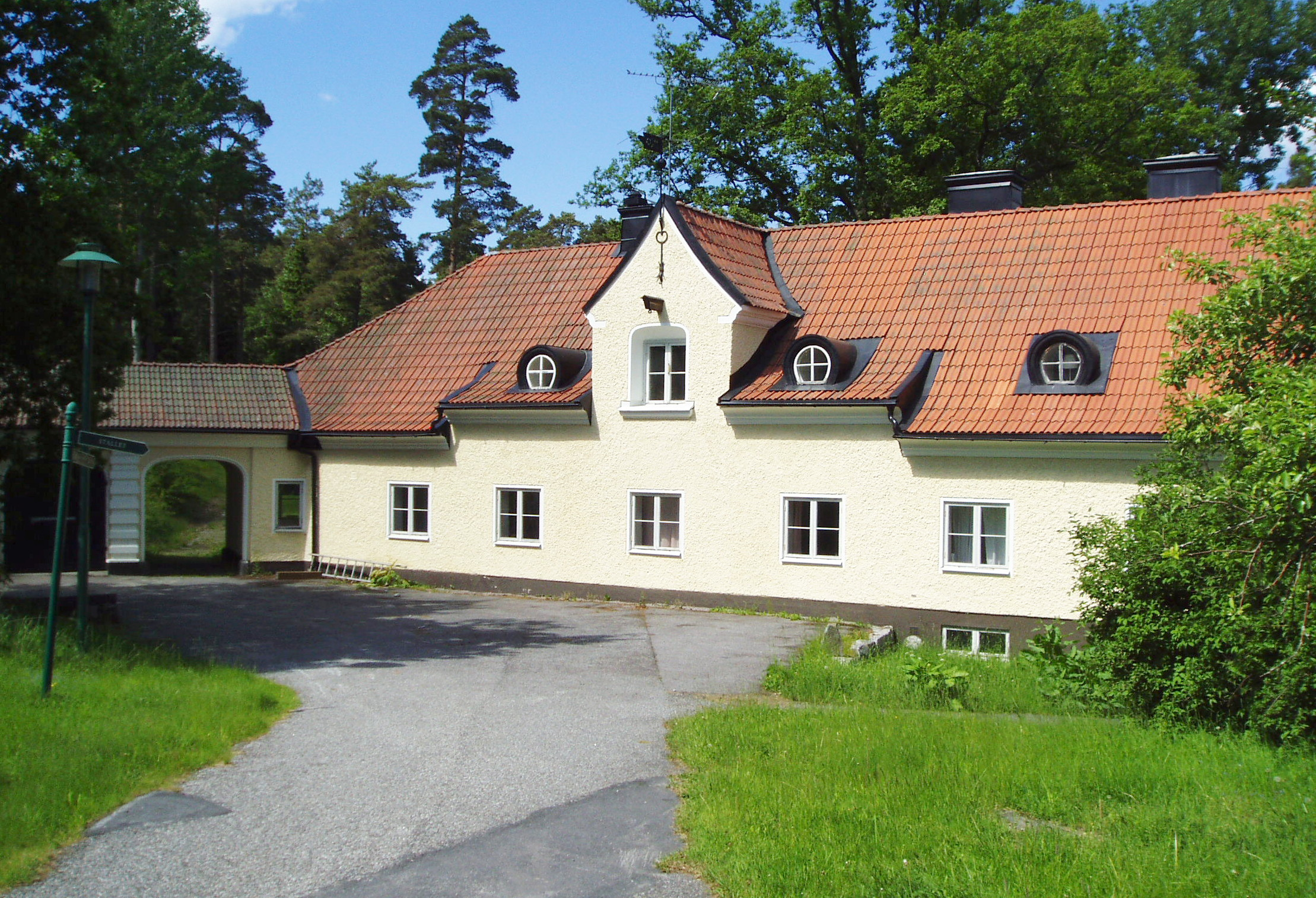
Garage- och stallbyggnaden från 1918.

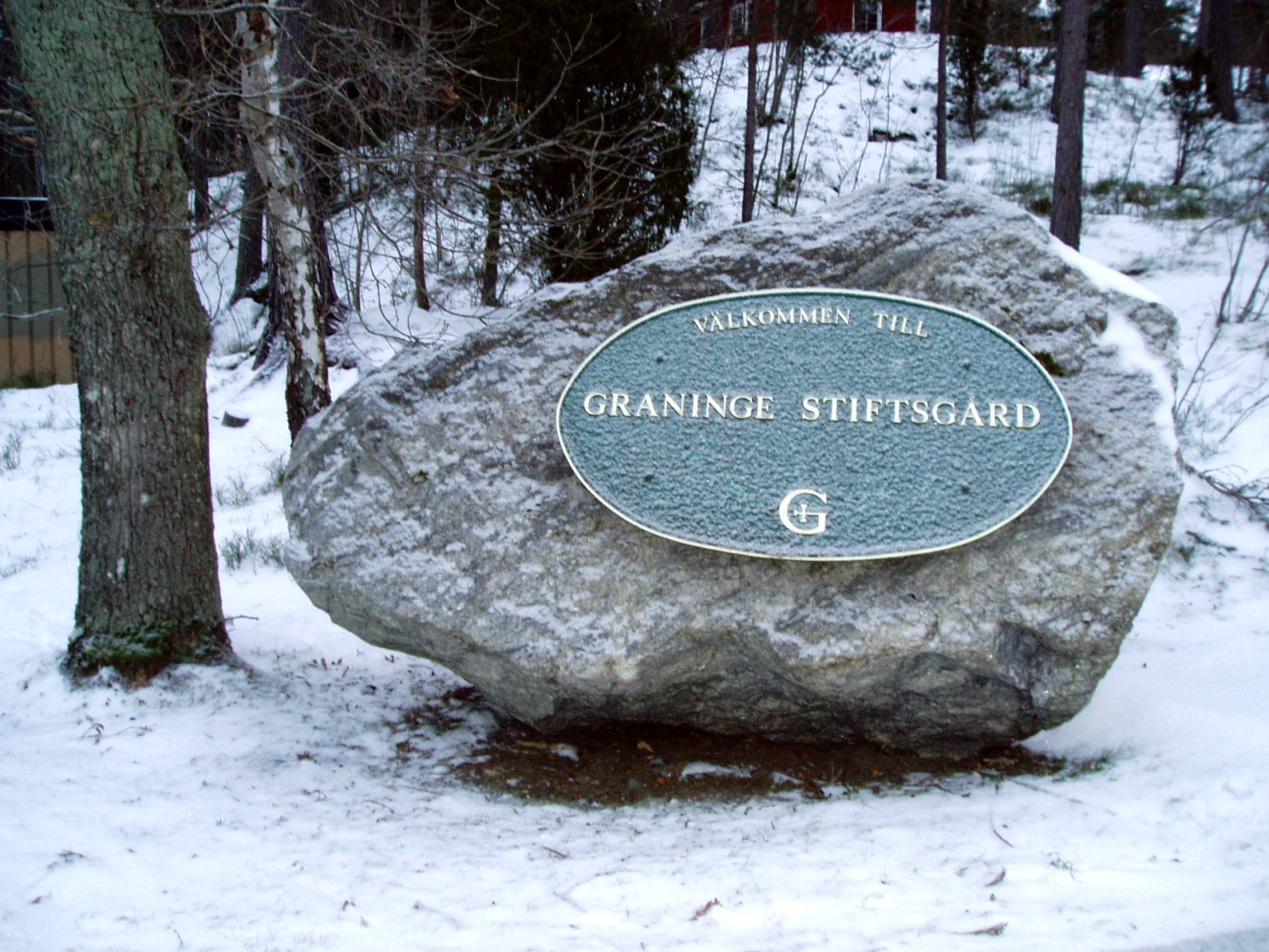
"Välkommen till Graninge stiftsgård".

Ursprungligen var stiftsgården sommarhus åt bankdirektör Mauritz Philipson och hans familj. Huvudbyggnaden ritades av arkitekt Ferdinand Boberg och uppfördes 1909 av byggnadsfirman Hesselman & Bergström. Byggnaden placerades i sluttningen ner mot Baggensfjärden och fick en hög trevåningsfasad mot fjärden medan entrésidan har två våningar. Här avbryts fasaden av en öppen veranda med balkong ovanpå. Balkongen ligger infälld mellan två flyglar och bärs upp av tre kolonner.
Mot sjösidan märks en asymmetrisk placerad fronton som fortsätter i ett stort burspråk med balkong. På västra gaveln ritade Boberg ett rektangulärt utsiktstorn med balustrad som bryter den annars klassiska symmetrin och för tanken till Bobergs Villa Byström från 1905 på Södra Djurgården. Den vitputsade byggnaden har även vissa likheter med Villa Farsta udde vid närbelägna Farstaviken som Boberg ritade år 1910.
År 1918 kompletterades bebyggelsen med stall och garage som även innehöll personalbostad. Arkitekt var arkitektkontoret Fritz & Ivar Gripe som ritade ett hus i nationalromantisk och klassicistisk stil. Fasaderna är behandlade i grov spritputs och byggnaden har ett spetsigt sadeltak med frontespis mot gårdsplanen.

## Stiftsgården
Under ledning av biskop Manfred Björkquist samlades pengar in till en stifts- och ungdomsgård för Stockholms stift.
För 200 000 kronor köptes Graninge in och invigdes som stiftsgård den 16 juni 1946.
Under årens lopp har stiftsgården genomgått flera om- och tillbyggnader. Vid nedläggningen bestod Graninge av huvudbyggnad med gästhem, matsalar och flera konferensrum. På gården fanns totalt 49 rum med logimöjligheter för cirka 116 personer.
I november 2011 beslöt Stockholms stift att avveckla och avyttra gården, då beläggningen inte längre ansågs ändamålsenlig för stiftets behov. Den 26 mars 2013 såldes fastigheten till fastighetsbolaget Brinova Omsorg AB, ett fastighetsägande bolag i Backahill-koncernen, som i samverkan med seniorboende-företaget Silver Life har omvandlat fastigheten till boende för seniorer, med ett vård och omsorgsboende om 54 platser samt seniorboenden med planerad ny verksamhet från 2016. Den första delen av anläggningen invigdes i september 2019.
Stockholms stift har därefter ingått samarbetsavtal med Strängnäs stifts Stjärnholms stiftsgård samt projekterar för en annorlunda öppen samlingsplats för kyrkans verksamheter centralt i Stockholm.

## Graninge kyrka
Från början fanns ingen kyrka i Graninge, men väl en klockstapel, som köptes in 1947 från Waxholmsutställningen. I huvudbyggnaden inrättades ett andaktsrum och gudstjänster firades även i Boo kyrka. 1960 uppfördes Graninge kyrka efter ritningar av Nils Tesch.